# Pulcinella (Kurzfilm)
Pulcinella ist ein italienischer animierter Kurzfilm von Emanuele Luzzati aus dem Jahr 1973.

## Handlung
Ein weißgekleideter kleiner Mann, der äußerlich einem Pulcinella ähnelt, wird von der rabiaten Frau des Hauses geweckt und aus dem Haus gescheucht. Er geht in die Stadt und erleichtert sich an einer Statue. Die Polizei entdeckt ihn und jagt ihn. Der Mann rettet sich auf das Dach seines Wohnhauses und schläft dort ein.
Er träumt, auf einer Bühne zu stehen und zu tanzen. Immer kommen die Polizisten, um ihn zu fangen, doch kann er ihnen entkommen, sei es, dass er in die Sonne kriecht, oder von Luftballons in die Höhe getragen wird. Am Ende kann er die Polizisten als Polizist verkleidet narren, wobei er aus dem Polizeihut Blumen verteilt. Auch die Statue wird von ihm in Blumen gehüllt. Erneut jagen ihn die Polizisten und der Mann rettet sich in einen Vulkan, der kurze Zeit später ausbricht.
Der Mann erwacht aus seinem Traum und ist von Rauchschwaden eingehüllt – die Hausfrau hat einen Fisch angebraten. Sie wirft ihn zum Wenden in die Luft und der Mann kann den Fisch erschnappen und verspeisen. Die Frau jagt nun den Mann, der über einen Trick ins Haus gelangt und sich erneut schlafen legt.

## Produktion
Pulcinella wurde in Cut-Out-Animation realisiert und kam 1973 in die Kinos. Wie bereits bei La gazza ladra, der 1966 für einen Oscar nominiert wurde, richtet sich auch Pulcinella nach der Musik Gioachino Rossinis: Untermalt wird die Handlung von der Ouvertüre von Rossinis Il turco in Italia.

## Auszeichnungen
Pulcinella wurde 1974 für einen Oscar in der Kategorie „Bester animierter Kurzfilm“ nominiert, konnte sich jedoch nicht gegen Frank Film durchsetzen.
Vom Italian National Syndicate of Film Journalists erhielten Gianini und Luzzati 1973 das Silberne Band für den besten Kurzfilm.